# Acrothamnus
Acrothamnus es un género  de plantas fanerógamas perteneciente a la familia Ericaceae.  Comprende 6 especies descritas y aceptadas.  Es originario de Australia. Las especies estaban anteriormente incluidas en el género Leucopogon.

## Taxonomía
El género  fue descrito por Christopher John Quinn y publicado en Australian Systematic Botany 18: 451. 2005. La especie tipo es: Acrothamnus maccraei (F.Muell.) Quinn	

## Especies aceptadas
A continuación se brinda un listado de las especies del género Acrothamnus aceptadas hasta febrero de 2014, ordenadas alfabéticamente. Para cada una se indica el nombre binomial seguido del autor, abreviado según las convenciones y usos.
- Acrothamnus colensoi (Hook.f.) Quinn
- Acrothamnus hookeri (Sond.) Quinn
- Acrothamnus maccraei (F.Muell.) Quinn
- Acrothamnus montanus (R.Br.) Quinn
- Acrothamnus spathaceus (Pedley) Quinn
- Acrothamnus suaveolens (Hook.f.) Quinn